# Igor Štamulak
Igor Štamulak, slovenski dramski igralec, * 4. marec 1976, Slovenj Gradec. 
Je član igralskega ansambla Gledališča Koper.

## Življenjepis
Rodil se je v Slovenj Gradcu, kjer je opravil tudi srednjo živilsko šolo (danes Šolski center Slovenj Gradec). Nadalje se je izobraževal na Višji zdravstveni šoli, leta 2001 pa opravil sprejemne izpite za študij dramske igre in umetniške besede na Akademiji za gledališče, radio, film in televizijo v Ljubljani. Študij je pod mentorstvom Mileta Koruna in Matjaža Zupančiča zaključil leta 2004, leta 2006 pa diplomiral.
Z letom 2004 je postal član igralskega ansambla Prešernovega gledališča Kranj. V šestih sezonah je odigral 25 vlog ter na festivalu Dnevi komedije v SLG Celje dvakrat postal komedijant večera. Leta 2010 se je Štamulak zaposlil v Gledališču Koper, kjer ostaja še danes. Od začetka v gledališču vodi prebiranje pravljic Skok v pravljico.

### Film in televizija
Leta 2008 je igral v slovenskem filmu Vaja zbora. Istega leta je igral v televizijski seriji Svingerji, ki je bila predvajana na Pop TV. Spomladi 2017 je bil tekmovalec šova Zvezde plešejo.

## Nagrade
- 2011 - Zlata paličica za najboljšo moško vlogo (Gašper v Groznem Gašperju)
- 2010 - Nagrada za poseben igralski dosežek (za predstavo Muca Copatarica) na festivalu Zlata paličica.